# Яхеєва Тетяна Михайлівна
Тетя́на Миха́йлівна Яхе́єва (*25 листопада 1957, м. Корюківка, Чернігівщина) — український громадський і політичний діяч, науковець, кандидат економічних наук. Голова правої політичної партії «Україна Соборна». Народний депутат України І скликання.

## Біографічні відомості
Народилася 25 листопада 1957 року в м. Корюківці на Чернігівщині, українка.
У 1979 році закінчила економічний факультет Ленінградського державного університету за фахом економіст-викладач, кандидат економічних наук (1983 р.).
Протягом 1983—1990 років Яхеєва Т. М. працює викладачем, а потім доцентом Чернігівського філіалу КПІ.

## Політична і депутатська діяльність
У 1990 р. обрана народним депутатом України і депутатом міської Ради м. Чернігова. Входила до депутатської групи «Чернігів», у Чернігівській міській раді народних депутатів (голова Ю.Філіппов, секретар — С.Соломаха), яка у 1990—1992 роках була однією з найвпливовіших і дійових гілок національно-демократичного руху на Чернігівщині. Балотувалася як альтернативна кандидатура від демократичних сил на посаду голови міськради Чернігова проти А.Лисенка.
З 1990 по 1994 — народний депутат України XII(І) скликання (голова підкомісії комісії з питань економічної реформи, член комісії з питань державного суверенітету, член Тимчасової комісії Верховної Ради по розгляду комплексу питань економічної реформи в Україні, членом Контрольної комісії Верховної Ради України з питань приватизації). Входила до опозиційного депутатського об'єднання Народна Рада. Була членом депутатської групи Народного Руху України. Протягом 1992—1994 р.р. була членом Вищої економічної Ради.
У співавторстві з народним депутатом України Семенцем С. В. розробили альтернативний варіант Декларації про державний суверенітет України (1990 р.), більшість положень якого ввійшли в текст Декларації, прийнятої Верховною Радою України, а потім і в Конституцію України, а також Концепції приватизації державного майна, яка не була прийнята. Яхеєва Т. М. була одним із розробників Закону «Про економічну самостійність Української РСР», ряду програм з реформування економіки, керівником робочих груп по розробці проектів законів «Про власність» та «Про підприємництво».
У 1991 р. Яхеєва Т. М. брала участь у роботі міжнародної робочої групи по підготовці Договору про економічний союз. У тому ж році спільно з народним депутатом України Семенцем С. В. розробила методику розподілу боргів і активів СРСР, яка була прийнята на засіданні голів урядів союзних республік.
У 1992 р. активно вела роботу як член ініціативної групи по створенню Військово-морських сил України. Нагороджена відзнакою «За створення Військово-морських сил України». Сприяла поверненню кримськотатарського народу з вигнання і облаштування його на Батьківщині, брала участь у засіданнях Меджлісу кримськотатарського народу.
У 1993—1994 р.р. була членом робочої групи з питань ратифікації Договору СТАРТ-1 (Договору про скорочення і обмеження стратегічних наступальних озброєнь СРСР-США, займалася економічними аспектами скорочення ядерних сил стримування в Україні, виступала за приєднання України до Договору про непоширення ядерних озброєнь (ДНЯО) як ядерної держави.

## Громадська і наукова діяльність
У 1994 р. спільно з колегами по Верховній Раді заснувала Центр українських досліджень і протягом 1994—1997 р.р. була його директором. Протягом 1997—1998 р.р. працювала начальником відділу Рахункової палати України спочатку у Департаменті аналізу доходів Державного бюджету, а після його ліквідації за рішенням Конституційного суду України — у Департаменті аналізу позабюджетних фондів.
У 1998 р. Яхеєва Т. М. виступила співзасновником всеукраїнської громадської організації «Україна. Порядок денний на XXI століття», де працює заступником виконавчого директора, а у 1999 р.- співзасновником Інституту сталого розвитку, (заступник директора). Ці організації у тісній взаємодії вперше переклали українською мовою, видали і ввели в науковий і суспільний обіг в Україні ряд базових документів ООН, Єврокомісії, а також ряд класичних творів з питань сталого розвитку.
Яхеєва Т. М. була членом науково-експертної ради в проектах перекладу та видання наступних документів: Програма дій «Порядок денний на XXI століття» («Agenda XXI»), ухвалена конференцією ООН з навколишнього середовища і розвитку в Ріо-де-Жанейро, 1992 р.; Програма дій з подальшого впровадження «Порядку денного на XXI століття» («Rio+5»), прийнята на дев'ятнадцятій спеціальній сесії Генеральної Асамблеї ООН, 1997 р.; Стала Америка. Новий консенсус заради майбутнього. Президентська Рада США з питань сталого розвитку, 1996 р.; Розбудова консенсусу: звіт про прогрес на шляху до сталої Америки. Президентська Рада США з питань сталого розвитку, 1997 р.; Стала Європа, 2003 р.; Альберт Гор. Земля у рівновазі.; Стан світу у 2000 році. Стан світу у 2001 році. Стан світу у 2002 році. Звіт Інституту досліджень світу про прогрес на шляху до сталого суспільства.; Матеріали науково-практичних конференцій «Соціально-економічні реформи в Україні та проблеми переходу до засад сталого розвитку» та «Забезпечення раціонального використання ресурсів, збереження довкілля — базових елементів сталого розвитку — в процесі економічних реформ в Україні». Рекомендації до проекту Національної стратегії сталого розвитку, Герман Дейлі «Поза зростанням. Економіка сталого розвитку», Лестер Браун «Екоекономіка».
Яхеєва Т. М. займається дослідницькою та науково-методичною діяльністю. Варто зазначити такі дослідження, як: Розробка довгострокового плану соціально-економічного розвитку Тихвінських виробництв в/о «Кіровський завод», м. Тихвіна та Тихвінського району Ленінградської області (1980—1981).
Вдосконалення системи управління збором та переробкою металобрухту в Україні (1986—1987).
Розробка механізму регулювання ринку цукру (1995 р.).
Підготовка розділу «Заохочувальні заходи з метою сталого використання природних ресурсів» Національної доповіді України щодо дотримання міжнародної конвенції з питань збереження біорізноманіття (2003 р.).
Розробка Концепції переходу України до сталого розвитку (прийнято у першому читанні Верховною Радою України 07.02.2007 р.).
Крім того, вона є співатором монографії «Долгосрочное социально-экономическое планирование» (1983 р.) та підручника «Політична економія» (2004 р.).

## Партійна діяльність
У 2004—2005 р.р. Яхеєва Т. М. була одним з ініціаторів створення, членом оргкомітету по заснуванню політичної партії «Україна Соборна».
З 2005 — Голова Партії.
Політична партія «Україна соборна» брала участь у чергових виборах до Верховної Ради України та місцевих Рад у 2006 р. у складі Українського народного блоку Костенка-Плюща, у позачергових виборах 2007 р. — у складі Українського Народного Блоку.
У 2008 р. політична партія «Україна соборна» виступила ініціатором створення громадсько-політичного об'єднання Український Блок. Член Президії Українського Блоку.

## Нагороди
- Почесна відзнака ВМС України «Ініціативна група ВМС».